# Allocosa tuberculipalpa
Allocosa tuberculipalpa là một loài nhện trong họ wolfspinnen (Lycosidae).
Loài này thuộc chi Allocosa. Allocosa tuberculipalpa được Lodovico di Caporiacco miêu tả năm 1940.